# Rio Corbu (Crevedia)
O Rio Corbu é um rio da Romênia, afluente do Crevedia, localizado no distrito de Hunedoara.